# Paul-André Cadieux
Pour les articles homonymes, voir Cadieux.
Paul-André Cadieux est un joueur et entraîneur de hockey sur glace suisse d'origine franco-ontarienne, né le 25 juin 1947 à Ottawa au Canada et mort le 16 septembre 2024. 

## Biographie
Paul-André Cadieux est le père de Jan Cadieux.

## Clubs
- 1970 - 1978 : CP Berne
- 1978 - 1981 : HC Davos
- 1981 - 1982 : HC Coire
- 1982 - 1985 : HC Fribourg-Gottéron
- 1985 - 1986 : CP Berne
- 1986 - 1987 : SC Langnau
- 1987 - 1989 : Genève-Servette HC
- 1989 - 1995 : HC Fribourg-Gottéron
- 1995 - 1997 : SC Langnau
- 1997 - 1999 : HC Bienne
- 1999 - 2001 : Genève-Servette HC
- 2003 - 2004 : Hockey Club Bâle
- 2004 - 2005 : HC Ajoie
- 2005 - 2006 : HC La Chaux-de-Fonds
- 2006 - 2007 : Lausanne HC